# Eugenia locuples
Eugenia locuples är en myrtenväxtart som beskrevs av Barrie. Eugenia locuples ingår i släktet Eugenia och familjen myrtenväxter.
Artens utbredningsområde är Honduras. Inga underarter finns listade i Catalogue of Life.